# Merci pour le chocolat
Pour plus de détails, voir Fiche technique et Distribution.
Merci pour le chocolat est un film franco-suisse réalisé par Claude Chabrol, sorti en 2000.

## Synopsis
André Polonski (Jacques Dutronc) est un pianiste virtuose, de renommée internationale. D'abord marié avec Mika (Isabelle Huppert), directrice d'une grande entreprise de chocolat suisse, il l'a quittée pour Lisbeth, avec qui il a eu un fils, Guillaume (Rodolphe Pauly). Lorsque Lisbeth est morte dans un accident de voiture, c'est presque naturellement qu'il s'est remarié avec Mika. 
Bien sûr, André aimerait que son fils soit un peu plus dynamique, qu'il s'intéresse à davantage de choses, qu'il sorte un peu plus. Bien sûr, Mika aimerait qu'André soit un peu plus passionné, qu'il prenne moins de somnifères, qu'il s'occupe d'elle un peu plus. Mais une nouvelle famille s'est ainsi constituée, et c'est Mika elle-même qui prépare le chocolat de Guillaume, tous les soirs. 
Ce petit équilibre se trouve soudainement remis en cause par l'arrivée de Jeanne (Anna Mouglalis), une jeune pianiste, elle aussi virtuose, née le même jour et dans la même clinique que Guillaume, étrange coïncidence. Jeanne va dynamiser André qui lui donne des leçons quotidiennes sous l'œil énigmatique de Mika. Celle-ci est-elle aussi gentille et accueillante qu'elle le paraît ou tisse-t-elle une dangereuse toile d'araignée autour de ceux qui accaparent André, toile semblable au châle qui orne le canapé ?

## Fiche technique
- Titre : Merci pour le chocolat
- Réalisation : Claude Chabrol
- Scénario : Caroline Eliacheff et Claude Chabrol d'après le roman Et merci pour le chocolat de Charlotte Armstrong
- Décors : Ivan Niclass
- Costumes : Elisabeth Tavernier
- Photographie : Renato Berta
- Son : Jean-Pierre Duret
- Musique : Matthieu Chabrol
- Montage : Monique Fardoulis
- Production : Marin Karmitz
- Production exécutive : Jean-Louis Porchet
- Sociétés de production :
  -  MK2 Productions, France 2 Cinéma,  YMC Productions
  -  CAB Productions, TSR
- Société de distribution : MK2
- Pays d'origine :  France,  Suisse
- Langue originale : français
- Format : couleur — 35 mm — 1,66:1 — son Dolby numérique
- Genre  : drame, thriller psychologique
- Durée : 99 minutes
- Dates de sortie : 
  -  Canada : 2 août 2000 (Festival du film de Montréal)
  -  France : 25 octobre 2000

## Distribution
- Isabelle Huppert : Marie-Claire « Mika » Muller
- Jacques Dutronc : André Polonski
- Anna Mouglalis : Jeanne Pollet
- Rodolphe Pauly : Guillaume Polonski
- Brigitte Catillon : Louise Pollet
- Michel Robin : Dufreigne
- Mathieu Simonet : Axel
- Sibylle Blanc : Nathalie
- Véronique Alain

## Distinctions
- Prix Louis-Delluc en 2000.
- Prix Lumières de la meilleure actrice pour Isabelle Huppert en 2001.
- Meilleure comédienne au Festival International de Montréal pour Isabelle Huppert en 2000.

## Tournage
Le film a été tourné de mars à avril 2000 à Lausanne en Suisse et au-dessus de la ville dans la maison appartenant à David Bowie.

## Production
« Merci pour le chocolat est tiré d’un livre de Charlotte Armstrong. Pourquoi ce choix d’un écrivain peu connu ?
Charlotte Armstrong est une Américaine du Wisconsin qui a renouvelé le polar sophistiqué en s’intéressant surtout aux positions morales de ses personnages. [...] Ses livres sont construits sur une lutte entre le Bien et le Mal, mais avec un Bien qui n’est pas sûr et un Mal qui n’est pas prouvé. "The Chocolate Cobweb", je l’avais lu il y a très longtemps, en 1950. Il y a une trentaine d’années, j’ai un peu regardé ce qu’il était possible de faire avec ça, et je n’ai pas trouvé la solution.
Puis le livre est revenu par la bande. Quand j’ai eu l’idée de faire un film avec Isabelle Huppert en perverse, j’ai repensé au personnage de ce livre, qui n’est d’ailleurs pas le personnage principal. Et je me suis souvenu qu’il y avait cette histoire de possibilité d’un échange d’enfants que je trouvais épatante. À partir de là, Caroline Eliacheff a fait un premier jet du scénario à partir du livre. J’ai travaillé sur le premier jet de Caroline à partir de mes souvenirs. En gros, il doit y avoir 50 % du bouquin et 50 % d’inventé. Il y a trente ans, je pensais adapter vraiment le livre, alors qu’il fallait simplement en utiliser des éléments. Mais ça, on ne le sait qu’après. Partir des éléments pour trouver le sujet, c’est plus compliqué. »

— Interview de Claude Chabrol par Frédéric Bonnaud dans Les Inrocks à l'occasion de la sortie du film

## Accueil
« Objectivement exempt de rebondissement majeur (avant le dénouement), Merci pour le chocolat donne sans cesse l'illusion délicieuse que quelque chose d'exceptionnel se trame ou est sur le point de se produire. Merci pour la mise en scène donc, et pour tous ces détails incongrus sur lesquels le cinéaste se garde bien de s'attarder, mais qu'on ne peut s'empêcher d'ausculter avidement comme autant d'indices, de prémices...
[...] Et comme toujours chez Chabrol, ce sont les acteurs qui véhiculent, chacun dans son registre, les signaux les plus savoureux, ou les plus effrayants.
[...] au terme d'un drôle de suspense, riche en fausses pistes désinvoltes, cette histoire de préméditation meurtrière débouche abruptement sur "quelque chose". Quelque chose de si simple et de si énorme que d'autres cinéastes s'efforceraient tant bien que mal d'en estomper la part d'invraisemblance. Chabrol, lui, fait l'inverse : il accentue soudain la dimension délirante de son scénario, et envoie balader toute contrainte de réalisme, selon une logique du "ça passe ou ça casse". Ça passe. Tellement bien, même, qu'on se demande tout à coup si l'on ne vient pas d'assister à quelque film fantastique... Ce qui est tout de même assez fort de café pour une simple histoire de chocolat »

— Télérama, Louis Guichard, 25 octobre 2000